# Bayamo (Wind)
Bayamo der Name eines starken böigen Landwindes, der in den Tropen auftritt und oft Gewitter bedingt, insbesondere an der Südküste Kubas. Nach der dort liegenden Stadt Bayamo ist dieser Wind benannt.